# Ludwig Thuille
Ludwig Wilhelm Andreas Maria Thuille (Bolzano, 30 novembre 1861 – Monaco di Baviera, 5 febbraio 1907) è stato un compositore austriaco.

## Biografia
Ludwig Thuille nacque in una famiglia originaria della Savoia e che si era trasferita nell'Alto Adige (Italia). Tra il 1877 e il 1879 studiò dal pianista e compositore Joseph Pembaur ad Innsbruck; poi da Josef Rheinberger e Karl Bärmann alla regia scuola musicale di Monaco di Baviera (1879-1882), dove nel 1883 cominciò ad insegnare.
5 anni più tardi ottenne la cattedra di pianoforte e armonia, mentre nel 1903 quella di composizione che fu di Rheinberger.
Fu legato da profonda amicizia con Richard Strauss.
Tra i suoi allievi si possono ricordare Walter Courvoisier, Richard Wetz, Julius Weismann, Ernest Bloch, Walter Braunfels, August Reuß, Franz Mikorey, Joseph Pembaur (figlio del suo maestro), Clemens von Franckenstein, Fritz Cortolezis, Edgar Istel, Hermann Wolfgang von Waltershausen, Hermann Abendroth, Ludwig Landshoff, Paul August von Klenau, Rudolf Ficker, Rudi Stephan, Demetrios Lialios e Joseph Suder.